# 四天工作制
四天工作制（又稱週休三日）是工作场所或学校使其雇员或学生每星期上班或上学四天而非传统的五天的安排。这种安排既有可能是因为弹性工作制，亦有可能是为了减少成本。
截至2025年8月，沒有國家完全實施週休三日，不過冰島、美國、紐西蘭、英國、蘇格蘭、日本等國家都有試行。冰島的結論是所有參加者身體更健康、心情更舒暢、工作效率提升，工作成果增加。

## 四天工作制的類型
- 壓縮型每周四天工作制：員工需在四天內完成五天的工作時數。
- 總工時維持模式：減少員工每週的總工時。[4]

## 各國的四天工作制

### 亞洲
東南亞多數國家典型的工作模式為每週五日，唯獨印尼和越南較常見每週六日工作。調查顯示，詢問受訪者對於在工作場所實施壓縮型每周四天工作制的意願時，越南的支持度最高，達78%，其次為新加坡76%。

#### 日本
2019年，微軟於2019年夏季試行週休三日，讓員工在星期五放有薪假。公司亦將大多數會議的時間由一小時縮短至半小時，並限制每場會議最多五位員工參加。報告指出，電力成本下降了23%，員工銷售額則比上一年同期上升了40%。
日本的週休三日制度主要採用總工時維持模式，即在不減薪的前提下，將原本分散在五個工作日的時數分配至四個工作日，例如伊予鐵道。邁那比統計，46.1%受訪者支持工時增加不減薪的，63.4%表示評估薪資與工作內容後願意為週休三日轉職。然而，受訪者對此仍有疑慮，包括擔心收入減少、正職員工實施困難、可能導致加班時數增加。

#### 新加坡
2021年起，新加坡萊佛士書院為初級學院（第5及第6年級）學生實行每週四天上課制，星期三無正式課堂。這個週中「空檔日」可用於休息、自主學習、課外活動或參加增益課程。此措施是在COVID-19疫情期間轉向線上學習後推行，旨在提升學生的身心健康與時間管理能力。據《海峽時報》報導，2021年有89%的第二年級學生與95%的第一年級學生認為空檔日對他們有益。新制度對A水準考試成績並無負面影響。

### 欧洲

#### 冰島
冰島在2015年至2019年進行大規模實驗，參與者共2500名工人，占冰島工作人口1%，從每週40小時減少到35至36小時，根據英國智庫與非政府組織評估，結果為大成功。研究人員表示，實驗讓勞工的的壓力與疲憊都有所減緩，生活與工作更平衡，生產力也沒有下降。

#### 比利時
2022年2月比利時聯邦政府通過，員工將可以選擇一週工作四日，且下班時間有權忽略來自雇主等工作相關的訊息。

#### 英國
2022年6月，英國61家企業、2900名員工決定參加一週工作四日實驗，企業提出100:80:100工作模式，即以100%的薪資換取80%的工作時數，並一樣達到100%的工作效能，是目前試辦四日工作制最大規模者。同年12月實驗結束後，根據參與實驗的企業数据显示，四天工作制降低了员工的辞职率，提升了员工的身心健康和工作满足感，而且企业在實驗期间的收入平均增加了1.4%，其中有56家企业决定永久實行每周四天工作制。

#### 西班牙
2023年，西班牙瓦倫西亞市實施了一項試點計劃，將四個當地假日安排在連續的星期一，讓約36萬名勞工實現為期一個月的四天工作週。這項由左翼政黨「妥協聯盟」（Compromís）推動的計劃，帶來了顯著的健康效益，包括壓力減少與因車輛排放減少而導致的空氣品質改善。參與者亦養成了更健康的生活習慣，不過煙酒消耗量有輕微上升。計劃同時改善了父母的工作與生活平衡，對兒童福祉產生正面影響。旅遊與餐飲業的活動有所增長，但零售業則出現銷售下降的情況。

### 美洲

#### 美国
2008年，美国犹他州州政府公务员开始执行每周星期一至星期四工作四天，每天工作10小时的安排。通过政府机构在星期五一天的关闭，犹他州政府期望可以减少在电费、供暖费及公车油费等费用上的运营成本。许多美国地方政府已执行四天工作制较长时间。美国农村地区超过100个学区每周上四天学，这些学区通常将每天的教学时间延长一小时以上。四天工作制在学校通常是为了在交通、供暖、代课教师等方面节省开支。
2022年1月，德尤維爾大學宣佈全面推行四天、每週32小時的工作制，適用於所有職員與行政人員，員工的薪資與福利則維持不變。在此之前，員工每週的工時為37.5小時。這項措施源自2020年的一個試點計劃，當時獲得員工的正面回應。該計劃最初為期六個月的試行，之後正式成為永久性政策。

### 非洲

#### 岡比亞
在岡比亞，前總統叶海亚·贾梅於2013年2月1日開始，為公務人員實施四天工作週。工作日限定為星期一至星期四，時間為早上8點至下午6點，星期五則定為休息日，讓民眾有更多時間祈禱及從事農業活動。不過，這項規定於2017年初由接任總統阿達馬·巴羅廢除，並改為星期五工作半天。